# Smergel
Smergel er en naturligt forekommende blanding af metaloxiderne, korund og magnetit. Materialet var tidligere meget anvendt som slibemiddel grundet dets store hårdhed.
| Naturvidenskab | Spire Denne naturvidenskabsartikel er en spire som bør udbygges. Du er velkommen til at hjælpe Wikipedia ved at udvide den. |